# Haplopsebium kinyanjuii
Haplopsebium kinyanjuii är en skalbaggsart som beskrevs av Karl Adlbauer 2008. Haplopsebium kinyanjuii ingår i släktet Haplopsebium och familjen långhorningar.
Artens utbredningsområde är Kenya. Inga underarter finns listade i Catalogue of Life.